# سوفینهام
سوفینهام (به آلمانی: Sophienhamm) یک شهر در آلمان است که در رندسبورگ-اکرنفورده واقع شده‌است. سوفینهام ۳۶۱ نفر جمعیت دارد.